# PRICKLE1
PRICKLE1‏ (Prickle planar cell polarity protein 1) هوَ بروتين يُشَفر بواسطة جين PRICKLE1 في الإنسان.